# Захист (шахи)
Захист у шахах — відбиття наступальних дій супротивника.

## Види захисту
Захист буває: 
- Пасивний
- Активний

Пасивний захист обмежується суто оборонними діями. При цьому створюються максимальні труднощі супернику. До нього слід вдаватися лише в крайніх випадках, тобто в позиціях з повною відсутністю можливостей для контратаки. 
Активний захист, крім відбиття безпосередніх загроз, передбачає підготовку та проведення зустрічного наступу. Найефективнішим способом такого захисту є контратака. 

## Засоби захисту
При веденні захисту необхідно використовувати всі наявні стратегічні й тактичні засоби: 
- ослаблення позиції опонента,
- максимальне використання тактичних можливостей,
- різні спрощення,
- обмін активних фігур супротивника тощо.

Гравець що веде оборону прагне, зазвичай, надати грі закритого характеру, оскільки тоді супернику важче вести атаку. Тому для захисту використовують ідеї пату, блокади, створення фортеці. Важливу роль при захисті відіграє пішакове прикриття короля. Його послаблення створює сприятливі передумови для атаки.

## Зміна ініціативи
Для шахової партії характерна часта зміна ініціативи. При цьому той хто атакує, досягнувши певних переваг, нерідко змушений розпочати захист з метою їх збереження, а потім, за сприятливих умов, знову може атакувати. 

## Захист в дебюті
Термін «захист» вживається також для позначення багатьох дебютних побудов — захистів Алехіна, Німцовича, Грюнфельда та багатьох інших.

## Приклад
|   | a | b | c | d | e | f | g | h |   |
| 8 | b8 чорний кінь · c8 чорний король · d8 чорна тура · e8 чорна тура · c7 чорний пішак · e7 чорний слон · h7 чорний пішак · a6 чорний пішак · d6 чорний пішак · g6 чорний пішак · h6 чорний ферзь · a5 білий пішак · e5 білий пішак · f5 чорний пішак · b4 білий ферзь · c4 білий пішак · f3 білий кінь · b2 білий слон · g2 білий пішак · h2 білий пішак · a1 білий король · b1 біла тура · f1 біла тура | b8 чорний кінь · c8 чорний король · d8 чорна тура · e8 чорна тура · c7 чорний пішак · e7 чорний слон · h7 чорний пішак · a6 чорний пішак · d6 чорний пішак · g6 чорний пішак · h6 чорний ферзь · a5 білий пішак · e5 білий пішак · f5 чорний пішак · b4 білий ферзь · c4 білий пішак · f3 білий кінь · b2 білий слон · g2 білий пішак · h2 білий пішак · a1 білий король · b1 біла тура · f1 біла тура | b8 чорний кінь · c8 чорний король · d8 чорна тура · e8 чорна тура · c7 чорний пішак · e7 чорний слон · h7 чорний пішак · a6 чорний пішак · d6 чорний пішак · g6 чорний пішак · h6 чорний ферзь · a5 білий пішак · e5 білий пішак · f5 чорний пішак · b4 білий ферзь · c4 білий пішак · f3 білий кінь · b2 білий слон · g2 білий пішак · h2 білий пішак · a1 білий король · b1 біла тура · f1 біла тура | b8 чорний кінь · c8 чорний король · d8 чорна тура · e8 чорна тура · c7 чорний пішак · e7 чорний слон · h7 чорний пішак · a6 чорний пішак · d6 чорний пішак · g6 чорний пішак · h6 чорний ферзь · a5 білий пішак · e5 білий пішак · f5 чорний пішак · b4 білий ферзь · c4 білий пішак · f3 білий кінь · b2 білий слон · g2 білий пішак · h2 білий пішак · a1 білий король · b1 біла тура · f1 біла тура | b8 чорний кінь · c8 чорний король · d8 чорна тура · e8 чорна тура · c7 чорний пішак · e7 чорний слон · h7 чорний пішак · a6 чорний пішак · d6 чорний пішак · g6 чорний пішак · h6 чорний ферзь · a5 білий пішак · e5 білий пішак · f5 чорний пішак · b4 білий ферзь · c4 білий пішак · f3 білий кінь · b2 білий слон · g2 білий пішак · h2 білий пішак · a1 білий король · b1 біла тура · f1 біла тура | b8 чорний кінь · c8 чорний король · d8 чорна тура · e8 чорна тура · c7 чорний пішак · e7 чорний слон · h7 чорний пішак · a6 чорний пішак · d6 чорний пішак · g6 чорний пішак · h6 чорний ферзь · a5 білий пішак · e5 білий пішак · f5 чорний пішак · b4 білий ферзь · c4 білий пішак · f3 білий кінь · b2 білий слон · g2 білий пішак · h2 білий пішак · a1 білий король · b1 біла тура · f1 біла тура | b8 чорний кінь · c8 чорний король · d8 чорна тура · e8 чорна тура · c7 чорний пішак · e7 чорний слон · h7 чорний пішак · a6 чорний пішак · d6 чорний пішак · g6 чорний пішак · h6 чорний ферзь · a5 білий пішак · e5 білий пішак · f5 чорний пішак · b4 білий ферзь · c4 білий пішак · f3 білий кінь · b2 білий слон · g2 білий пішак · h2 білий пішак · a1 білий король · b1 біла тура · f1 біла тура | b8 чорний кінь · c8 чорний король · d8 чорна тура · e8 чорна тура · c7 чорний пішак · e7 чорний слон · h7 чорний пішак · a6 чорний пішак · d6 чорний пішак · g6 чорний пішак · h6 чорний ферзь · a5 білий пішак · e5 білий пішак · f5 чорний пішак · b4 білий ферзь · c4 білий пішак · f3 білий кінь · b2 білий слон · g2 білий пішак · h2 білий пішак · a1 білий король · b1 біла тура · f1 біла тура | 8 |
| 7 | b8 чорний кінь · c8 чорний король · d8 чорна тура · e8 чорна тура · c7 чорний пішак · e7 чорний слон · h7 чорний пішак · a6 чорний пішак · d6 чорний пішак · g6 чорний пішак · h6 чорний ферзь · a5 білий пішак · e5 білий пішак · f5 чорний пішак · b4 білий ферзь · c4 білий пішак · f3 білий кінь · b2 білий слон · g2 білий пішак · h2 білий пішак · a1 білий король · b1 біла тура · f1 біла тура | b8 чорний кінь · c8 чорний король · d8 чорна тура · e8 чорна тура · c7 чорний пішак · e7 чорний слон · h7 чорний пішак · a6 чорний пішак · d6 чорний пішак · g6 чорний пішак · h6 чорний ферзь · a5 білий пішак · e5 білий пішак · f5 чорний пішак · b4 білий ферзь · c4 білий пішак · f3 білий кінь · b2 білий слон · g2 білий пішак · h2 білий пішак · a1 білий король · b1 біла тура · f1 біла тура | b8 чорний кінь · c8 чорний король · d8 чорна тура · e8 чорна тура · c7 чорний пішак · e7 чорний слон · h7 чорний пішак · a6 чорний пішак · d6 чорний пішак · g6 чорний пішак · h6 чорний ферзь · a5 білий пішак · e5 білий пішак · f5 чорний пішак · b4 білий ферзь · c4 білий пішак · f3 білий кінь · b2 білий слон · g2 білий пішак · h2 білий пішак · a1 білий король · b1 біла тура · f1 біла тура | b8 чорний кінь · c8 чорний король · d8 чорна тура · e8 чорна тура · c7 чорний пішак · e7 чорний слон · h7 чорний пішак · a6 чорний пішак · d6 чорний пішак · g6 чорний пішак · h6 чорний ферзь · a5 білий пішак · e5 білий пішак · f5 чорний пішак · b4 білий ферзь · c4 білий пішак · f3 білий кінь · b2 білий слон · g2 білий пішак · h2 білий пішак · a1 білий король · b1 біла тура · f1 біла тура | b8 чорний кінь · c8 чорний король · d8 чорна тура · e8 чорна тура · c7 чорний пішак · e7 чорний слон · h7 чорний пішак · a6 чорний пішак · d6 чорний пішак · g6 чорний пішак · h6 чорний ферзь · a5 білий пішак · e5 білий пішак · f5 чорний пішак · b4 білий ферзь · c4 білий пішак · f3 білий кінь · b2 білий слон · g2 білий пішак · h2 білий пішак · a1 білий король · b1 біла тура · f1 біла тура | b8 чорний кінь · c8 чорний король · d8 чорна тура · e8 чорна тура · c7 чорний пішак · e7 чорний слон · h7 чорний пішак · a6 чорний пішак · d6 чорний пішак · g6 чорний пішак · h6 чорний ферзь · a5 білий пішак · e5 білий пішак · f5 чорний пішак · b4 білий ферзь · c4 білий пішак · f3 білий кінь · b2 білий слон · g2 білий пішак · h2 білий пішак · a1 білий король · b1 біла тура · f1 біла тура | b8 чорний кінь · c8 чорний король · d8 чорна тура · e8 чорна тура · c7 чорний пішак · e7 чорний слон · h7 чорний пішак · a6 чорний пішак · d6 чорний пішак · g6 чорний пішак · h6 чорний ферзь · a5 білий пішак · e5 білий пішак · f5 чорний пішак · b4 білий ферзь · c4 білий пішак · f3 білий кінь · b2 білий слон · g2 білий пішак · h2 білий пішак · a1 білий король · b1 біла тура · f1 біла тура | b8 чорний кінь · c8 чорний король · d8 чорна тура · e8 чорна тура · c7 чорний пішак · e7 чорний слон · h7 чорний пішак · a6 чорний пішак · d6 чорний пішак · g6 чорний пішак · h6 чорний ферзь · a5 білий пішак · e5 білий пішак · f5 чорний пішак · b4 білий ферзь · c4 білий пішак · f3 білий кінь · b2 білий слон · g2 білий пішак · h2 білий пішак · a1 білий король · b1 біла тура · f1 біла тура | 7 |
| 6 | b8 чорний кінь · c8 чорний король · d8 чорна тура · e8 чорна тура · c7 чорний пішак · e7 чорний слон · h7 чорний пішак · a6 чорний пішак · d6 чорний пішак · g6 чорний пішак · h6 чорний ферзь · a5 білий пішак · e5 білий пішак · f5 чорний пішак · b4 білий ферзь · c4 білий пішак · f3 білий кінь · b2 білий слон · g2 білий пішак · h2 білий пішак · a1 білий король · b1 біла тура · f1 біла тура | b8 чорний кінь · c8 чорний король · d8 чорна тура · e8 чорна тура · c7 чорний пішак · e7 чорний слон · h7 чорний пішак · a6 чорний пішак · d6 чорний пішак · g6 чорний пішак · h6 чорний ферзь · a5 білий пішак · e5 білий пішак · f5 чорний пішак · b4 білий ферзь · c4 білий пішак · f3 білий кінь · b2 білий слон · g2 білий пішак · h2 білий пішак · a1 білий король · b1 біла тура · f1 біла тура | b8 чорний кінь · c8 чорний король · d8 чорна тура · e8 чорна тура · c7 чорний пішак · e7 чорний слон · h7 чорний пішак · a6 чорний пішак · d6 чорний пішак · g6 чорний пішак · h6 чорний ферзь · a5 білий пішак · e5 білий пішак · f5 чорний пішак · b4 білий ферзь · c4 білий пішак · f3 білий кінь · b2 білий слон · g2 білий пішак · h2 білий пішак · a1 білий король · b1 біла тура · f1 біла тура | b8 чорний кінь · c8 чорний король · d8 чорна тура · e8 чорна тура · c7 чорний пішак · e7 чорний слон · h7 чорний пішак · a6 чорний пішак · d6 чорний пішак · g6 чорний пішак · h6 чорний ферзь · a5 білий пішак · e5 білий пішак · f5 чорний пішак · b4 білий ферзь · c4 білий пішак · f3 білий кінь · b2 білий слон · g2 білий пішак · h2 білий пішак · a1 білий король · b1 біла тура · f1 біла тура | b8 чорний кінь · c8 чорний король · d8 чорна тура · e8 чорна тура · c7 чорний пішак · e7 чорний слон · h7 чорний пішак · a6 чорний пішак · d6 чорний пішак · g6 чорний пішак · h6 чорний ферзь · a5 білий пішак · e5 білий пішак · f5 чорний пішак · b4 білий ферзь · c4 білий пішак · f3 білий кінь · b2 білий слон · g2 білий пішак · h2 білий пішак · a1 білий король · b1 біла тура · f1 біла тура | b8 чорний кінь · c8 чорний король · d8 чорна тура · e8 чорна тура · c7 чорний пішак · e7 чорний слон · h7 чорний пішак · a6 чорний пішак · d6 чорний пішак · g6 чорний пішак · h6 чорний ферзь · a5 білий пішак · e5 білий пішак · f5 чорний пішак · b4 білий ферзь · c4 білий пішак · f3 білий кінь · b2 білий слон · g2 білий пішак · h2 білий пішак · a1 білий король · b1 біла тура · f1 біла тура | b8 чорний кінь · c8 чорний король · d8 чорна тура · e8 чорна тура · c7 чорний пішак · e7 чорний слон · h7 чорний пішак · a6 чорний пішак · d6 чорний пішак · g6 чорний пішак · h6 чорний ферзь · a5 білий пішак · e5 білий пішак · f5 чорний пішак · b4 білий ферзь · c4 білий пішак · f3 білий кінь · b2 білий слон · g2 білий пішак · h2 білий пішак · a1 білий король · b1 біла тура · f1 біла тура | b8 чорний кінь · c8 чорний король · d8 чорна тура · e8 чорна тура · c7 чорний пішак · e7 чорний слон · h7 чорний пішак · a6 чорний пішак · d6 чорний пішак · g6 чорний пішак · h6 чорний ферзь · a5 білий пішак · e5 білий пішак · f5 чорний пішак · b4 білий ферзь · c4 білий пішак · f3 білий кінь · b2 білий слон · g2 білий пішак · h2 білий пішак · a1 білий король · b1 біла тура · f1 біла тура | 6 |
| 5 | b8 чорний кінь · c8 чорний король · d8 чорна тура · e8 чорна тура · c7 чорний пішак · e7 чорний слон · h7 чорний пішак · a6 чорний пішак · d6 чорний пішак · g6 чорний пішак · h6 чорний ферзь · a5 білий пішак · e5 білий пішак · f5 чорний пішак · b4 білий ферзь · c4 білий пішак · f3 білий кінь · b2 білий слон · g2 білий пішак · h2 білий пішак · a1 білий король · b1 біла тура · f1 біла тура | b8 чорний кінь · c8 чорний король · d8 чорна тура · e8 чорна тура · c7 чорний пішак · e7 чорний слон · h7 чорний пішак · a6 чорний пішак · d6 чорний пішак · g6 чорний пішак · h6 чорний ферзь · a5 білий пішак · e5 білий пішак · f5 чорний пішак · b4 білий ферзь · c4 білий пішак · f3 білий кінь · b2 білий слон · g2 білий пішак · h2 білий пішак · a1 білий король · b1 біла тура · f1 біла тура | b8 чорний кінь · c8 чорний король · d8 чорна тура · e8 чорна тура · c7 чорний пішак · e7 чорний слон · h7 чорний пішак · a6 чорний пішак · d6 чорний пішак · g6 чорний пішак · h6 чорний ферзь · a5 білий пішак · e5 білий пішак · f5 чорний пішак · b4 білий ферзь · c4 білий пішак · f3 білий кінь · b2 білий слон · g2 білий пішак · h2 білий пішак · a1 білий король · b1 біла тура · f1 біла тура | b8 чорний кінь · c8 чорний король · d8 чорна тура · e8 чорна тура · c7 чорний пішак · e7 чорний слон · h7 чорний пішак · a6 чорний пішак · d6 чорний пішак · g6 чорний пішак · h6 чорний ферзь · a5 білий пішак · e5 білий пішак · f5 чорний пішак · b4 білий ферзь · c4 білий пішак · f3 білий кінь · b2 білий слон · g2 білий пішак · h2 білий пішак · a1 білий король · b1 біла тура · f1 біла тура | b8 чорний кінь · c8 чорний король · d8 чорна тура · e8 чорна тура · c7 чорний пішак · e7 чорний слон · h7 чорний пішак · a6 чорний пішак · d6 чорний пішак · g6 чорний пішак · h6 чорний ферзь · a5 білий пішак · e5 білий пішак · f5 чорний пішак · b4 білий ферзь · c4 білий пішак · f3 білий кінь · b2 білий слон · g2 білий пішак · h2 білий пішак · a1 білий король · b1 біла тура · f1 біла тура | b8 чорний кінь · c8 чорний король · d8 чорна тура · e8 чорна тура · c7 чорний пішак · e7 чорний слон · h7 чорний пішак · a6 чорний пішак · d6 чорний пішак · g6 чорний пішак · h6 чорний ферзь · a5 білий пішак · e5 білий пішак · f5 чорний пішак · b4 білий ферзь · c4 білий пішак · f3 білий кінь · b2 білий слон · g2 білий пішак · h2 білий пішак · a1 білий король · b1 біла тура · f1 біла тура | b8 чорний кінь · c8 чорний король · d8 чорна тура · e8 чорна тура · c7 чорний пішак · e7 чорний слон · h7 чорний пішак · a6 чорний пішак · d6 чорний пішак · g6 чорний пішак · h6 чорний ферзь · a5 білий пішак · e5 білий пішак · f5 чорний пішак · b4 білий ферзь · c4 білий пішак · f3 білий кінь · b2 білий слон · g2 білий пішак · h2 білий пішак · a1 білий король · b1 біла тура · f1 біла тура | b8 чорний кінь · c8 чорний король · d8 чорна тура · e8 чорна тура · c7 чорний пішак · e7 чорний слон · h7 чорний пішак · a6 чорний пішак · d6 чорний пішак · g6 чорний пішак · h6 чорний ферзь · a5 білий пішак · e5 білий пішак · f5 чорний пішак · b4 білий ферзь · c4 білий пішак · f3 білий кінь · b2 білий слон · g2 білий пішак · h2 білий пішак · a1 білий король · b1 біла тура · f1 біла тура | 5 |
| 4 | b8 чорний кінь · c8 чорний король · d8 чорна тура · e8 чорна тура · c7 чорний пішак · e7 чорний слон · h7 чорний пішак · a6 чорний пішак · d6 чорний пішак · g6 чорний пішак · h6 чорний ферзь · a5 білий пішак · e5 білий пішак · f5 чорний пішак · b4 білий ферзь · c4 білий пішак · f3 білий кінь · b2 білий слон · g2 білий пішак · h2 білий пішак · a1 білий король · b1 біла тура · f1 біла тура | b8 чорний кінь · c8 чорний король · d8 чорна тура · e8 чорна тура · c7 чорний пішак · e7 чорний слон · h7 чорний пішак · a6 чорний пішак · d6 чорний пішак · g6 чорний пішак · h6 чорний ферзь · a5 білий пішак · e5 білий пішак · f5 чорний пішак · b4 білий ферзь · c4 білий пішак · f3 білий кінь · b2 білий слон · g2 білий пішак · h2 білий пішак · a1 білий король · b1 біла тура · f1 біла тура | b8 чорний кінь · c8 чорний король · d8 чорна тура · e8 чорна тура · c7 чорний пішак · e7 чорний слон · h7 чорний пішак · a6 чорний пішак · d6 чорний пішак · g6 чорний пішак · h6 чорний ферзь · a5 білий пішак · e5 білий пішак · f5 чорний пішак · b4 білий ферзь · c4 білий пішак · f3 білий кінь · b2 білий слон · g2 білий пішак · h2 білий пішак · a1 білий король · b1 біла тура · f1 біла тура | b8 чорний кінь · c8 чорний король · d8 чорна тура · e8 чорна тура · c7 чорний пішак · e7 чорний слон · h7 чорний пішак · a6 чорний пішак · d6 чорний пішак · g6 чорний пішак · h6 чорний ферзь · a5 білий пішак · e5 білий пішак · f5 чорний пішак · b4 білий ферзь · c4 білий пішак · f3 білий кінь · b2 білий слон · g2 білий пішак · h2 білий пішак · a1 білий король · b1 біла тура · f1 біла тура | b8 чорний кінь · c8 чорний король · d8 чорна тура · e8 чорна тура · c7 чорний пішак · e7 чорний слон · h7 чорний пішак · a6 чорний пішак · d6 чорний пішак · g6 чорний пішак · h6 чорний ферзь · a5 білий пішак · e5 білий пішак · f5 чорний пішак · b4 білий ферзь · c4 білий пішак · f3 білий кінь · b2 білий слон · g2 білий пішак · h2 білий пішак · a1 білий король · b1 біла тура · f1 біла тура | b8 чорний кінь · c8 чорний король · d8 чорна тура · e8 чорна тура · c7 чорний пішак · e7 чорний слон · h7 чорний пішак · a6 чорний пішак · d6 чорний пішак · g6 чорний пішак · h6 чорний ферзь · a5 білий пішак · e5 білий пішак · f5 чорний пішак · b4 білий ферзь · c4 білий пішак · f3 білий кінь · b2 білий слон · g2 білий пішак · h2 білий пішак · a1 білий король · b1 біла тура · f1 біла тура | b8 чорний кінь · c8 чорний король · d8 чорна тура · e8 чорна тура · c7 чорний пішак · e7 чорний слон · h7 чорний пішак · a6 чорний пішак · d6 чорний пішак · g6 чорний пішак · h6 чорний ферзь · a5 білий пішак · e5 білий пішак · f5 чорний пішак · b4 білий ферзь · c4 білий пішак · f3 білий кінь · b2 білий слон · g2 білий пішак · h2 білий пішак · a1 білий король · b1 біла тура · f1 біла тура | b8 чорний кінь · c8 чорний король · d8 чорна тура · e8 чорна тура · c7 чорний пішак · e7 чорний слон · h7 чорний пішак · a6 чорний пішак · d6 чорний пішак · g6 чорний пішак · h6 чорний ферзь · a5 білий пішак · e5 білий пішак · f5 чорний пішак · b4 білий ферзь · c4 білий пішак · f3 білий кінь · b2 білий слон · g2 білий пішак · h2 білий пішак · a1 білий король · b1 біла тура · f1 біла тура | 4 |
| 3 | b8 чорний кінь · c8 чорний король · d8 чорна тура · e8 чорна тура · c7 чорний пішак · e7 чорний слон · h7 чорний пішак · a6 чорний пішак · d6 чорний пішак · g6 чорний пішак · h6 чорний ферзь · a5 білий пішак · e5 білий пішак · f5 чорний пішак · b4 білий ферзь · c4 білий пішак · f3 білий кінь · b2 білий слон · g2 білий пішак · h2 білий пішак · a1 білий король · b1 біла тура · f1 біла тура | b8 чорний кінь · c8 чорний король · d8 чорна тура · e8 чорна тура · c7 чорний пішак · e7 чорний слон · h7 чорний пішак · a6 чорний пішак · d6 чорний пішак · g6 чорний пішак · h6 чорний ферзь · a5 білий пішак · e5 білий пішак · f5 чорний пішак · b4 білий ферзь · c4 білий пішак · f3 білий кінь · b2 білий слон · g2 білий пішак · h2 білий пішак · a1 білий король · b1 біла тура · f1 біла тура | b8 чорний кінь · c8 чорний король · d8 чорна тура · e8 чорна тура · c7 чорний пішак · e7 чорний слон · h7 чорний пішак · a6 чорний пішак · d6 чорний пішак · g6 чорний пішак · h6 чорний ферзь · a5 білий пішак · e5 білий пішак · f5 чорний пішак · b4 білий ферзь · c4 білий пішак · f3 білий кінь · b2 білий слон · g2 білий пішак · h2 білий пішак · a1 білий король · b1 біла тура · f1 біла тура | b8 чорний кінь · c8 чорний король · d8 чорна тура · e8 чорна тура · c7 чорний пішак · e7 чорний слон · h7 чорний пішак · a6 чорний пішак · d6 чорний пішак · g6 чорний пішак · h6 чорний ферзь · a5 білий пішак · e5 білий пішак · f5 чорний пішак · b4 білий ферзь · c4 білий пішак · f3 білий кінь · b2 білий слон · g2 білий пішак · h2 білий пішак · a1 білий король · b1 біла тура · f1 біла тура | b8 чорний кінь · c8 чорний король · d8 чорна тура · e8 чорна тура · c7 чорний пішак · e7 чорний слон · h7 чорний пішак · a6 чорний пішак · d6 чорний пішак · g6 чорний пішак · h6 чорний ферзь · a5 білий пішак · e5 білий пішак · f5 чорний пішак · b4 білий ферзь · c4 білий пішак · f3 білий кінь · b2 білий слон · g2 білий пішак · h2 білий пішак · a1 білий король · b1 біла тура · f1 біла тура | b8 чорний кінь · c8 чорний король · d8 чорна тура · e8 чорна тура · c7 чорний пішак · e7 чорний слон · h7 чорний пішак · a6 чорний пішак · d6 чорний пішак · g6 чорний пішак · h6 чорний ферзь · a5 білий пішак · e5 білий пішак · f5 чорний пішак · b4 білий ферзь · c4 білий пішак · f3 білий кінь · b2 білий слон · g2 білий пішак · h2 білий пішак · a1 білий король · b1 біла тура · f1 біла тура | b8 чорний кінь · c8 чорний король · d8 чорна тура · e8 чорна тура · c7 чорний пішак · e7 чорний слон · h7 чорний пішак · a6 чорний пішак · d6 чорний пішак · g6 чорний пішак · h6 чорний ферзь · a5 білий пішак · e5 білий пішак · f5 чорний пішак · b4 білий ферзь · c4 білий пішак · f3 білий кінь · b2 білий слон · g2 білий пішак · h2 білий пішак · a1 білий король · b1 біла тура · f1 біла тура | b8 чорний кінь · c8 чорний король · d8 чорна тура · e8 чорна тура · c7 чорний пішак · e7 чорний слон · h7 чорний пішак · a6 чорний пішак · d6 чорний пішак · g6 чорний пішак · h6 чорний ферзь · a5 білий пішак · e5 білий пішак · f5 чорний пішак · b4 білий ферзь · c4 білий пішак · f3 білий кінь · b2 білий слон · g2 білий пішак · h2 білий пішак · a1 білий король · b1 біла тура · f1 біла тура | 3 |
| 2 | b8 чорний кінь · c8 чорний король · d8 чорна тура · e8 чорна тура · c7 чорний пішак · e7 чорний слон · h7 чорний пішак · a6 чорний пішак · d6 чорний пішак · g6 чорний пішак · h6 чорний ферзь · a5 білий пішак · e5 білий пішак · f5 чорний пішак · b4 білий ферзь · c4 білий пішак · f3 білий кінь · b2 білий слон · g2 білий пішак · h2 білий пішак · a1 білий король · b1 біла тура · f1 біла тура | b8 чорний кінь · c8 чорний король · d8 чорна тура · e8 чорна тура · c7 чорний пішак · e7 чорний слон · h7 чорний пішак · a6 чорний пішак · d6 чорний пішак · g6 чорний пішак · h6 чорний ферзь · a5 білий пішак · e5 білий пішак · f5 чорний пішак · b4 білий ферзь · c4 білий пішак · f3 білий кінь · b2 білий слон · g2 білий пішак · h2 білий пішак · a1 білий король · b1 біла тура · f1 біла тура | b8 чорний кінь · c8 чорний король · d8 чорна тура · e8 чорна тура · c7 чорний пішак · e7 чорний слон · h7 чорний пішак · a6 чорний пішак · d6 чорний пішак · g6 чорний пішак · h6 чорний ферзь · a5 білий пішак · e5 білий пішак · f5 чорний пішак · b4 білий ферзь · c4 білий пішак · f3 білий кінь · b2 білий слон · g2 білий пішак · h2 білий пішак · a1 білий король · b1 біла тура · f1 біла тура | b8 чорний кінь · c8 чорний король · d8 чорна тура · e8 чорна тура · c7 чорний пішак · e7 чорний слон · h7 чорний пішак · a6 чорний пішак · d6 чорний пішак · g6 чорний пішак · h6 чорний ферзь · a5 білий пішак · e5 білий пішак · f5 чорний пішак · b4 білий ферзь · c4 білий пішак · f3 білий кінь · b2 білий слон · g2 білий пішак · h2 білий пішак · a1 білий король · b1 біла тура · f1 біла тура | b8 чорний кінь · c8 чорний король · d8 чорна тура · e8 чорна тура · c7 чорний пішак · e7 чорний слон · h7 чорний пішак · a6 чорний пішак · d6 чорний пішак · g6 чорний пішак · h6 чорний ферзь · a5 білий пішак · e5 білий пішак · f5 чорний пішак · b4 білий ферзь · c4 білий пішак · f3 білий кінь · b2 білий слон · g2 білий пішак · h2 білий пішак · a1 білий король · b1 біла тура · f1 біла тура | b8 чорний кінь · c8 чорний король · d8 чорна тура · e8 чорна тура · c7 чорний пішак · e7 чорний слон · h7 чорний пішак · a6 чорний пішак · d6 чорний пішак · g6 чорний пішак · h6 чорний ферзь · a5 білий пішак · e5 білий пішак · f5 чорний пішак · b4 білий ферзь · c4 білий пішак · f3 білий кінь · b2 білий слон · g2 білий пішак · h2 білий пішак · a1 білий король · b1 біла тура · f1 біла тура | b8 чорний кінь · c8 чорний король · d8 чорна тура · e8 чорна тура · c7 чорний пішак · e7 чорний слон · h7 чорний пішак · a6 чорний пішак · d6 чорний пішак · g6 чорний пішак · h6 чорний ферзь · a5 білий пішак · e5 білий пішак · f5 чорний пішак · b4 білий ферзь · c4 білий пішак · f3 білий кінь · b2 білий слон · g2 білий пішак · h2 білий пішак · a1 білий король · b1 біла тура · f1 біла тура | b8 чорний кінь · c8 чорний король · d8 чорна тура · e8 чорна тура · c7 чорний пішак · e7 чорний слон · h7 чорний пішак · a6 чорний пішак · d6 чорний пішак · g6 чорний пішак · h6 чорний ферзь · a5 білий пішак · e5 білий пішак · f5 чорний пішак · b4 білий ферзь · c4 білий пішак · f3 білий кінь · b2 білий слон · g2 білий пішак · h2 білий пішак · a1 білий король · b1 біла тура · f1 біла тура | 2 |
| 1 | b8 чорний кінь · c8 чорний король · d8 чорна тура · e8 чорна тура · c7 чорний пішак · e7 чорний слон · h7 чорний пішак · a6 чорний пішак · d6 чорний пішак · g6 чорний пішак · h6 чорний ферзь · a5 білий пішак · e5 білий пішак · f5 чорний пішак · b4 білий ферзь · c4 білий пішак · f3 білий кінь · b2 білий слон · g2 білий пішак · h2 білий пішак · a1 білий король · b1 біла тура · f1 біла тура | b8 чорний кінь · c8 чорний король · d8 чорна тура · e8 чорна тура · c7 чорний пішак · e7 чорний слон · h7 чорний пішак · a6 чорний пішак · d6 чорний пішак · g6 чорний пішак · h6 чорний ферзь · a5 білий пішак · e5 білий пішак · f5 чорний пішак · b4 білий ферзь · c4 білий пішак · f3 білий кінь · b2 білий слон · g2 білий пішак · h2 білий пішак · a1 білий король · b1 біла тура · f1 біла тура | b8 чорний кінь · c8 чорний король · d8 чорна тура · e8 чорна тура · c7 чорний пішак · e7 чорний слон · h7 чорний пішак · a6 чорний пішак · d6 чорний пішак · g6 чорний пішак · h6 чорний ферзь · a5 білий пішак · e5 білий пішак · f5 чорний пішак · b4 білий ферзь · c4 білий пішак · f3 білий кінь · b2 білий слон · g2 білий пішак · h2 білий пішак · a1 білий король · b1 біла тура · f1 біла тура | b8 чорний кінь · c8 чорний король · d8 чорна тура · e8 чорна тура · c7 чорний пішак · e7 чорний слон · h7 чорний пішак · a6 чорний пішак · d6 чорний пішак · g6 чорний пішак · h6 чорний ферзь · a5 білий пішак · e5 білий пішак · f5 чорний пішак · b4 білий ферзь · c4 білий пішак · f3 білий кінь · b2 білий слон · g2 білий пішак · h2 білий пішак · a1 білий король · b1 біла тура · f1 біла тура | b8 чорний кінь · c8 чорний король · d8 чорна тура · e8 чорна тура · c7 чорний пішак · e7 чорний слон · h7 чорний пішак · a6 чорний пішак · d6 чорний пішак · g6 чорний пішак · h6 чорний ферзь · a5 білий пішак · e5 білий пішак · f5 чорний пішак · b4 білий ферзь · c4 білий пішак · f3 білий кінь · b2 білий слон · g2 білий пішак · h2 білий пішак · a1 білий король · b1 біла тура · f1 біла тура | b8 чорний кінь · c8 чорний король · d8 чорна тура · e8 чорна тура · c7 чорний пішак · e7 чорний слон · h7 чорний пішак · a6 чорний пішак · d6 чорний пішак · g6 чорний пішак · h6 чорний ферзь · a5 білий пішак · e5 білий пішак · f5 чорний пішак · b4 білий ферзь · c4 білий пішак · f3 білий кінь · b2 білий слон · g2 білий пішак · h2 білий пішак · a1 білий король · b1 біла тура · f1 біла тура | b8 чорний кінь · c8 чорний король · d8 чорна тура · e8 чорна тура · c7 чорний пішак · e7 чорний слон · h7 чорний пішак · a6 чорний пішак · d6 чорний пішак · g6 чорний пішак · h6 чорний ферзь · a5 білий пішак · e5 білий пішак · f5 чорний пішак · b4 білий ферзь · c4 білий пішак · f3 білий кінь · b2 білий слон · g2 білий пішак · h2 білий пішак · a1 білий король · b1 біла тура · f1 біла тура | b8 чорний кінь · c8 чорний король · d8 чорна тура · e8 чорна тура · c7 чорний пішак · e7 чорний слон · h7 чорний пішак · a6 чорний пішак · d6 чорний пішак · g6 чорний пішак · h6 чорний ферзь · a5 білий пішак · e5 білий пішак · f5 чорний пішак · b4 білий ферзь · c4 білий пішак · f3 білий кінь · b2 білий слон · g2 білий пішак · h2 білий пішак · a1 білий король · b1 біла тура · f1 біла тура | 1 |
|   | a | b | c | d | e | f | g | h |   |

Партія Падевський — Холмов  демонструє приклад активного захисту. 
На перший погляд у позиції на діаграмі білі мають невідворотну атаку. Однак у чорних виявляється достатньо сил для її відбиття. 
27... de
При веденні захисту важливо передбачити всілякі тактичні удари. Так і в цій позиції виграш коня білими не дає їм переваги:28. Ф:b8+ Kp:b8 29. Зс1+ Kpc8 30. C:h6 e4 31. Ke1 Cf6+ 32. Kpa2 Ле5 і чорні мають добру компенсацію за фігуру. 
28. с5 Фf4! 
Єдино правильна відповідь. Білі знову можуть виграти фігуру: 29. Ф:b8+ Kp:b8 30. З:e5+і31. C:f4, однак і в цьому варіанті до чорних переходить ініціатива. 
29. Фb3 C:c5 
30. Cc3 Kc6  
31. Фb7+ Kpd7 
32. K:e5 Ф: e5 
33. C:e5 Л: e5 
Ще один спосіб захисту — позиційна жертва. Чорні віддають ферзя за дві фігури, але зберігають потужний фігурний «кулак» у центрі. 
 34. Лb3 ? 
Білим слід було грати 34. Лfd1 Cd4+ 35. Л:d4 K:d4 35. Ф: a6 Лd5. Тоді за ферзя у чорних — тура, кінь і пішак, що зрівняло б сили обох суперників і саму гру. 
34... Cd4+
35. Kpb1 Лb8 
Чорні перехоплюють ініціативу та досягають виграної позиції. 

## В шахової композиції
В шахових задачах захист — хід чорних, який відбиває загрозу білих. 